# Szendy Szilvi
Szendy Szilvi, eredetileg Szvetnyik Szilvia (Kecel, 1977. február 26. –) magyar színésznő, szubrett.

## Életpályája
A keceli Arany János Általános Iskola ének-zene tagozatos osztályába járt, és tagja volt az iskola kórusának is. Középiskolai tanulmányait a bajai Türr István Közgazdasági és Postaforgalmi Szakközépiskolában végezte. Emellett zeneiskolában tanult, magánének és zongoraórákon is részt vett. Érettségi után a Budapesti Operettszínház Zenés Színészképző Stúdiójába felvételizett, ahová Szinetár Miklós javaslatára felvételt is nyert. 1997-ben, Mikolay László osztályában végzett. A stúdió elvégzése után, 1998-tól a Budapesti Operettszínház társulatának tagja lett, ahol a Dobostorta Lidikéjeként debütált. Pályája kezdetén Kerényi Miklós Gábor (Kero), az Operettszínház igazgatója javaslatára változtatta meg nevét Szvetnyikről Szendire, melyet művésznévként Szendyként használ. Pályája során az operettirodalom majd minden szubrettszerepét alakította már, többet közülük német nyelven is. Partnerei voltak Szolnoki Tibor, Faragó András, Arany Tamás, Marko Kathol, Kiss Zoltán, Bozsó József, Szabó Dávid, Peller Károly és Kerényi Miklós Máté. Vezető szubrettként a színház által kiadott operett-előadások DVD- és CD-változatainak rendszeres szereplője. 2002 és 2003 között a Szeszélyes évszakok című műsorban bohózatokban villámtréfákban is látható volt.
Operettszerepek mellett 2008-ban az Abigél című musicalben kapott lehetőséget, hogy bizonyítsa tehetségét ebben a műfajban is, majd több más musicalben is szerepet kapott. 2011. december 2-án a Kaukázusi krétakör Gruséjaként drámai szerepkörben is bemutatkozott. 2012 nyarától szerepet kapott a Spirit Színház Molière: A mizantróp című darabjában, melyet Quimby-dalok feldolgozásával adnak elő.
Az Operettszínházban egyes darabok játékmestereként is segédkezik. 2016-ban elvégezte a Színház- és Filmművészeti Egyetem drámainstruktor képzését.
Férje Lőcsei Jenő táncművész. Egy gyermekük született.

## Színpadi szerepek
A Színházi adattárban regisztrált bemutatóinak száma: 15.
| Szerző                            | Cím                      | Szerep             |
| --------------------------------- | ------------------------ | ------------------ |
| Csemer Géza                       | Dobostorta               | Lidike             |
| Kellér-Horváth-Szenes             | A szabin nők elrablása   | Etelka             |
| Jacobi Viktor                     | Sybill                   | Charlotte          |
| Kacsóh Pongrác                    | Csipkerózsika            | Csipkerózsika      |
| Kacsóh Pongrác                    | János vitéz              | Iluska             |
| Lehár Ferenc                      | A mosoly országa         | Mi                 |
| Szirmai Albert                    | Pußtakavalier            | Rosi               |
| Szüle Mihály                      | Egy bolond százat csinál | Betty              |
| Lehár Ferenc                      | A víg özvegy             | Olga               |
| Kálmán Imre                       | Marica grófnő            | Liza               |
| Richard Rodgers–Oscar Hammerstein | A muzsika hangja         | Liesl              |
| Kálmán Imre                       | Csárdáskirálynő          | Stázi              |
| Cole Porter                       | Kánkán                   | Claudine, táncosnő |
| Lehár Ferenc                      | Luxemburg grófja         | Juliette           |
| Huszka Jenő                       | Lili bárónő              | Clarisse művésznő  |
| Kállai István–Böhm György         | Menyasszonytánc          | Janka              |
| Jacques Offenbach                 | Párizsi élet             | Metella            |
| Szabó Magda-Somogyi Szilárd       | Abigél                   | Kis Mari           |
| Pásztor-Jakab-Hatvani             | Szép nyári nap           | Ria                |
| Kálmán Imre                       | A bajadér                | Marietta           |
| Ábrahám Pál                       | Bál a Savoyban           | Tangolita          |
|                                   | A Tenkes kapitánya       | Amália             |
| Bertolt Brecht                    | Koldusopera              | Lucy               |
| Johann Strauss                    | Egy éj Velencében        | Ciboletta          |
| Lehár Ferenc                      | Cigányszerelem           | Jolán              |
| Bertolt Brecht                    | A kaukázusi krétakör     | Gruse              |
| Molière                           | A mizantróp              | Éliante            |
| Zerkovitz Béla                    | Csókos asszony           | Rica-Maca          |

## Hanghordozók
- Kicsike vigyázzon (Peller Károly és Szendy Szilvi)

## Díjak
- Bársony Rózsi-emlékgyűrű (2003)
- Honthy-díj (2018)